# Flujo ciclostrófico

En el flujo ciclostrófico se considera que toda la aceleración centrípeta (verde) viene generada por el gradiente de presión, sin que intervengan otras fuerzas en el movimiento (azul). Debido a esto el flujo puede ser en cualquier sentido.

Los vientos de los tornados se explican bien con la fórmula del flujo ciclostrófico.

El flujo ciclostrófico es una aproximación física al viento real. En él se considera que la fuerza generada por el gradiente de presión genera toda la aceleración centrípeta necesaria, mientras que la fuerza de Coriolis y la fuerza de rozamiento son, en comparación, mucho más pequeñas y, por lo tanto, despreciables.
El movimiento ciclostrófico sólo es posible si en el centro existe una baja presión. Predice que el giro del sistema puede ser en cualquier sentido (horario o antihorario), lo cual es cada vez menos cierto cuanto mayor sea el sistema.

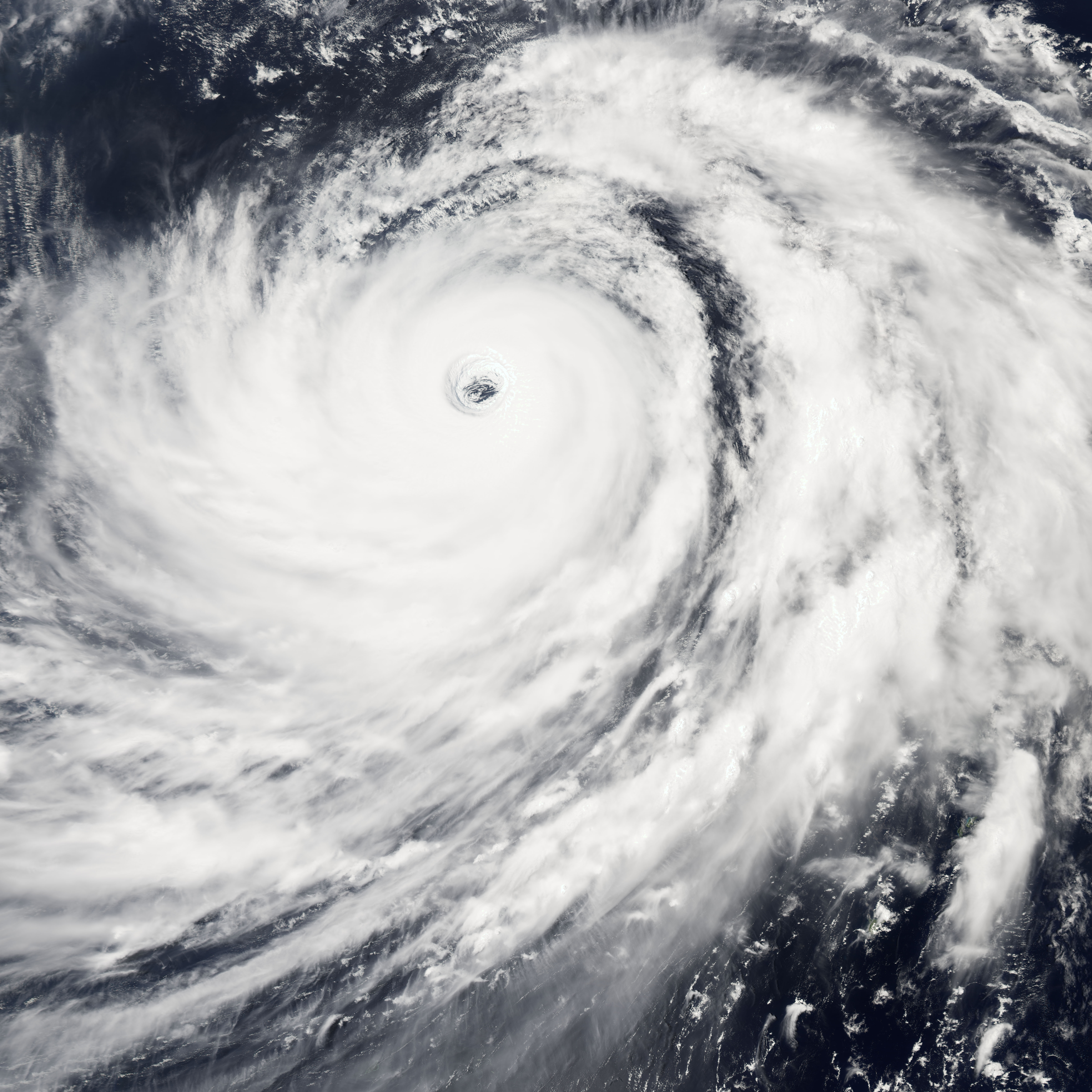
El flujo ciclostrófico no es una mala aproximación para explicar las características de huracanes y tifones.

Resulta de utilidad para aquellas situaciones en las que el gradiente de presión es muy grande, como en el caso de tornados y huracanes.

## Deducción
Partimos de las expresión:
| Símbolo               | Nombre                                                |
| --------------------- | ----------------------------------------------------- |
| {\displaystyle f_{p}} | fuerza del gradiente de presión por unidad de volumen |
| {\displaystyle p}     | Presión                                               |
| {\displaystyle x}     | Dirección en la que varía la presión                  |

| Símbolo               | Nombre                                                                                                   |
| --------------------- | --- |
| {\displaystyle f_{c}} | Fuerza centrífuga por unidad de volumen                                                                  |
| {\displaystyle \rho } | Densidad del aire                                                                                        |
| {\displaystyle R}     | Radio de giro (positivo cuando, desde el punto de vista del aire, el giro se produce hacia la izquierda) |

Si consideramos la suma de ambas:

{\displaystyle f_{P}+f_{c}=-{\frac {\rho v^{2}}{R}}-{\frac {\partial P}{\partial x}}=0}

Resolviendo la ecuación anterior para la velocidad del flujo ciclostrófico:

{\displaystyle v={\sqrt {-{R \over \rho }{\partial P \over \partial x}}}}

## Aplicaciones
El viento ciclostrófico es de gran utilidad para el cálculo de los vientos generados en los tornados. No obstante, debido a la gran aceleración vertical que se experimenta en ellos, no se cumple la aproximación hidrostática, lo que hace que los resultados no sean muy exactos. La fórmula del flujo ciclostrófico tampoco tiene en cuenta la existencia del rozamiento, de gran importancia cerca del suelo. Finalmente los tornados, aunque pueden presentarse con ambos sentidos de giro, muestran una ligera tendencia a presentar un giro ciclónico debido a la aceleración de Coriolis.
En el caso de los huracanes la aceleración vertical es de menos importancia, pero sí que lo es el rozamiento. Además los huracanes presentan siempre un giro ciclónico, al contrario de lo predicho por el flujo ciclostrófico (que prevé un 50% en cada sentido de giro).

## Fuente
- An introduction to dynamic meteorology, James R. HOLTON, Academic Press, San Diego, 1992, ISBN 978-0-12-354355-4

- Datos: Q8961894